# 千岛海沟

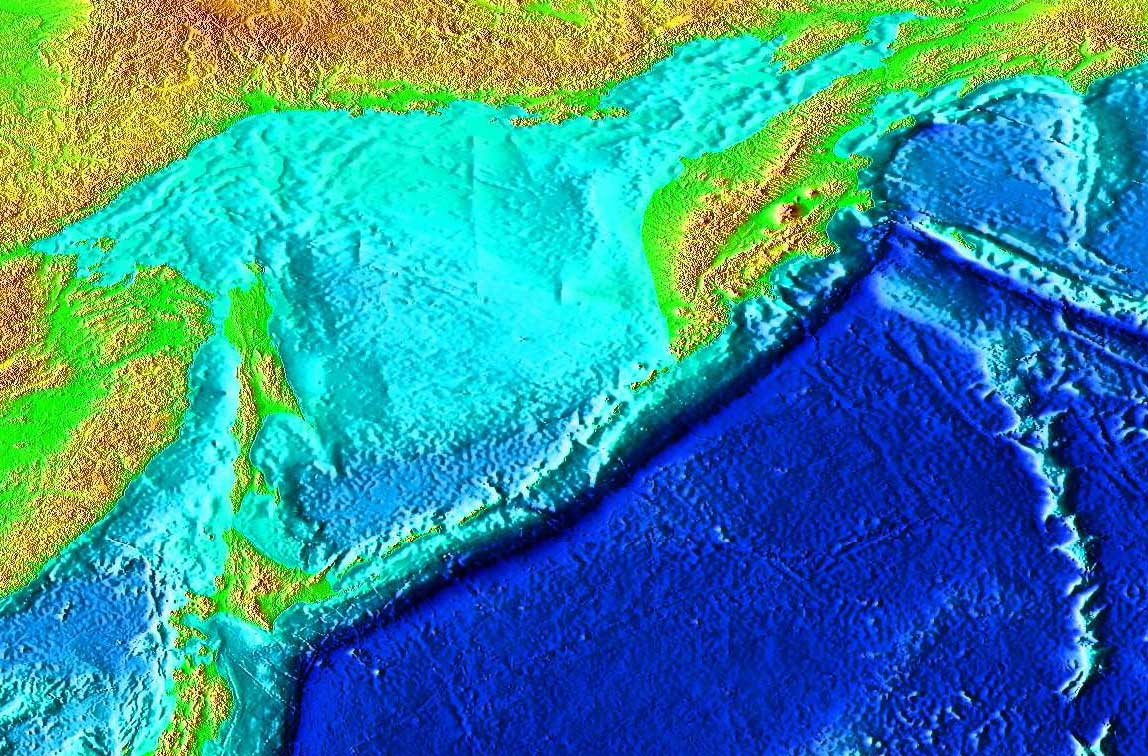
千岛海沟的位置图。

千岛海沟（俄语：Курило-Камчатский жёлоб），又称库里尔-堪察加海沟或千岛-堪察加海沟，是在太平洋千岛群岛東南側的一个海沟，最深处深达10,542公尺。
太平洋板块隐没於鄂霍次克板块之下，千岛海沟便於隐没带形成。
根據現時太平洋板塊移動方向顯示，如果未來地球發生芮氏規模10地震的話，震央有可能會在千島海溝或阿留申海溝附近海域。
2017年12月，日本政府「地震調查委員會」發布地震預測，預測該區可能會發生8.8規模強震。